# ネッツトヨタ仙台
ネッツトヨタ仙台株式会社（ネッツトヨタせんだい）は、宮城県仙台市宮城野区に本社を置くトヨタ自動車の販売系およびネッツ店チャネルの自動車ディーラーである。

## 概要
1962年2月に『パブリカ仙台』の社名で設立し、大衆車パブリカを販売。1966年にはパブリカ店からトヨタパブリカ店に名称変更。『トヨタパブリカ仙台』と社名変更。同年にはカローラの販売を開始する。
1969年3月にパブリカ店が一斉にトヨタカローラ店に名称変更。『トヨタカローラ仙台』と社名変更するも、1970年5月にトヨタオート店に系列変更（宮城県では、これ以降は宮城トヨタディーゼルから社名・系列を変更した「トヨタカローラ宮城」がカローラ店の車種を扱うことになる）。社名も『トヨタオート仙台』となる。
以降宮城県内全域においてトヨタオート店を展開するが、1998年にトヨタオート店はネッツ店に名称変更。社名を『ネッツトヨタ仙台』に変更する。
2005年、栃木県のネッツ店「ネッツトヨタ栃木」（栃木トヨペットグループ）の100%子会社となる。
2017年2月で同社設立から55年を迎えた。